# Trombita

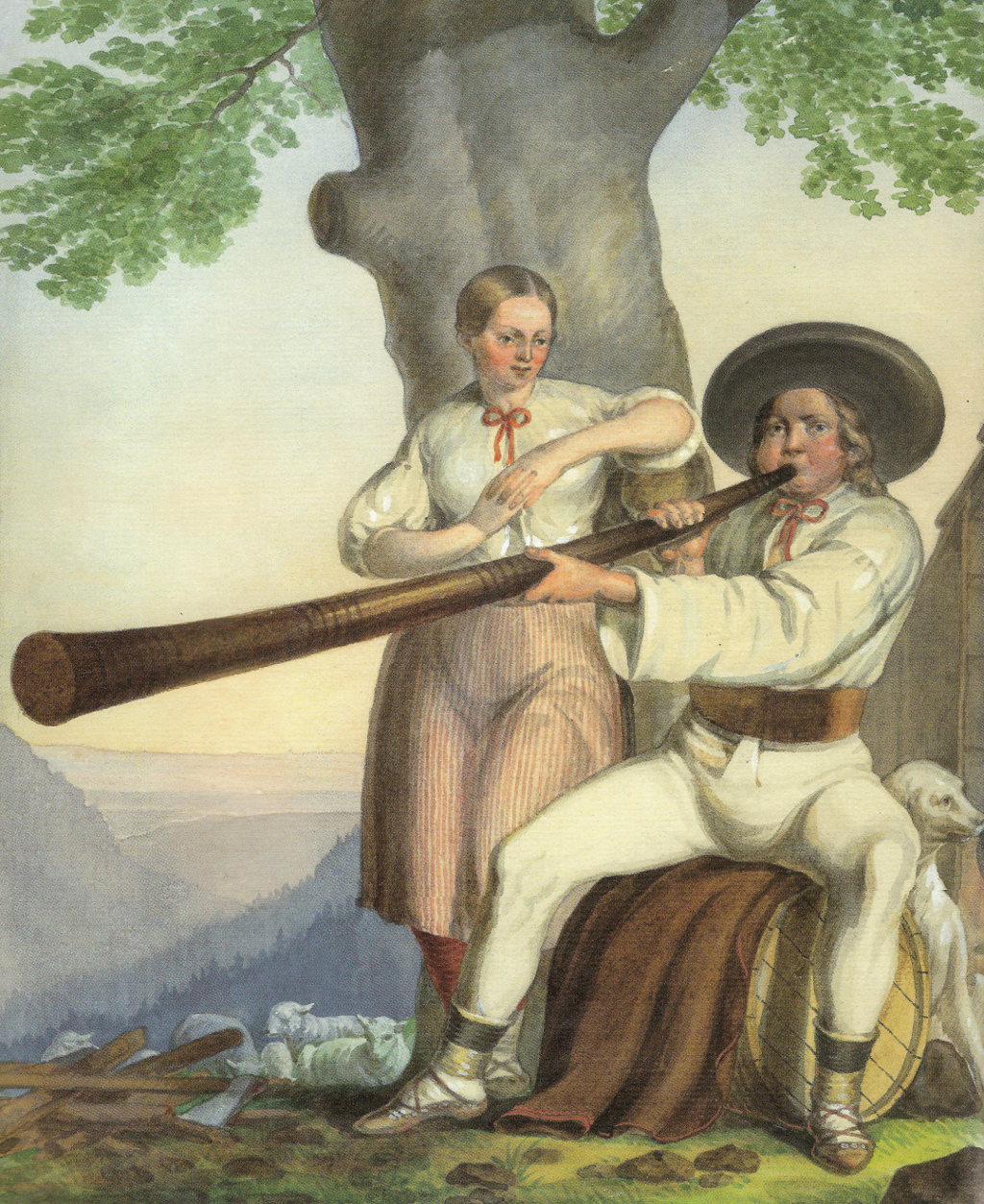
Akwarela z 1846 przedstawiająca górala śląskiego z Istebnej grającego na trombicie

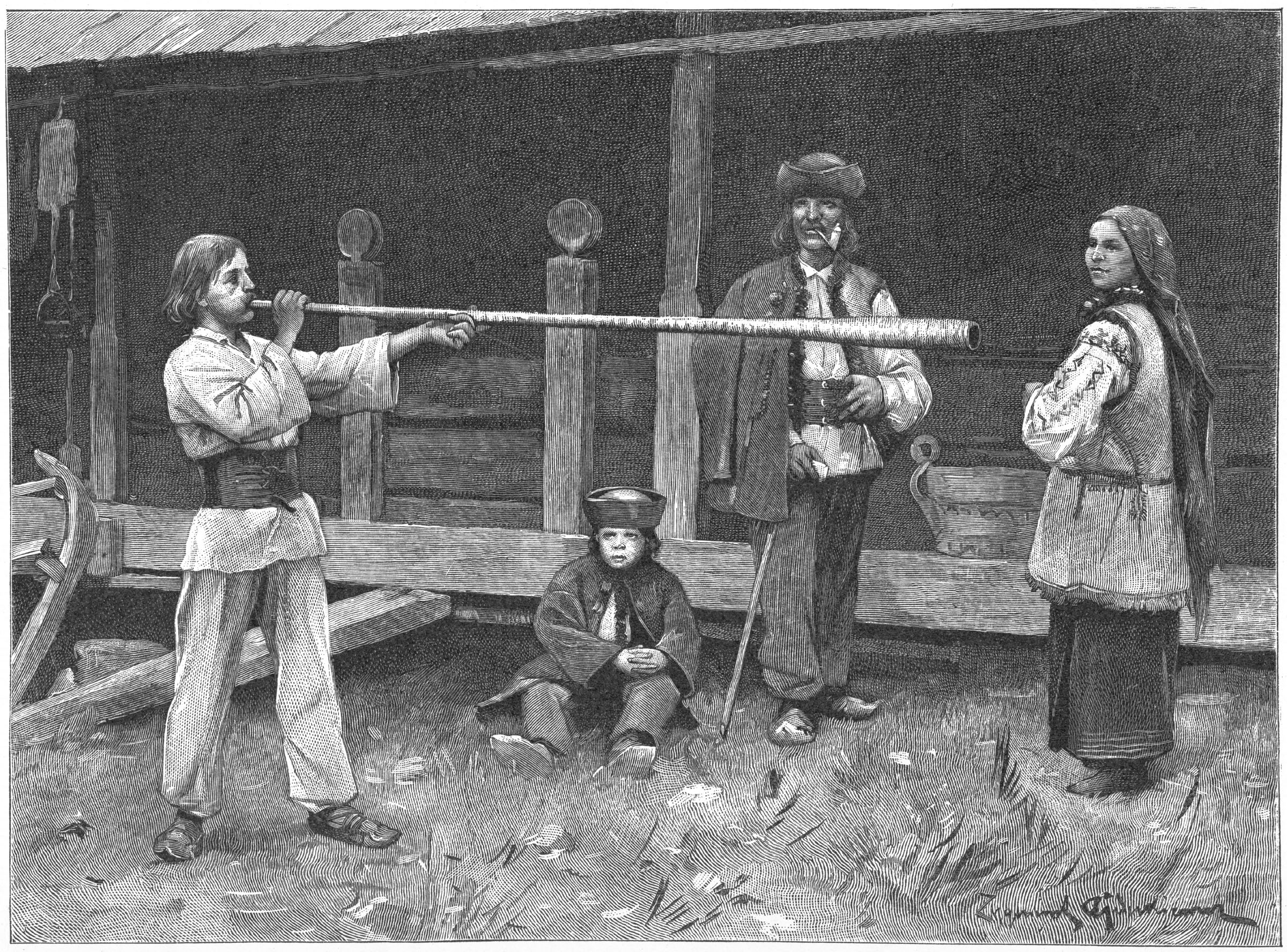
Huculi z północnej Bukowiny (ok. 1900)

Trombita, trąbita, trembita – ludowy instrument dęty w kształcie prostej lub zagiętej nieco na końcu rury, sięgającej do 4 metrów długości, używany jako pasterska trąba wydająca głęboki, niski dźwięk, oraz jako instrument sygnałowy, służący przede wszystkim do komunikowania się na odległość i zwoływania w określonych celach.

## Nazwa
Jan Karłowicz w „Słowniku gwar polskich” (T. V, 1907) podawał w formie trąbita, trębita, także trombita albo fujira, fujéra – trąba owczarska, długa drewniana piszczałka pasterska (z Tatr). Występuje w językach ukraińskim (trembyta, trumbeta), słowackim (trumbita) i chorwackim (trombita). W Polsce występuje tylko w Karpatach, przy czym Wanda Herniczek-Morozowa, zbierająca w połowie lat 60. XX w. materiały do swojej „Terminologii polskiego pasterstwa górskiego” podała, że apelatyw w formie trąbita zanotowała tylko w Cieszyńskiem. Do Polski trombita trafiła zapewne z języka węgierskiego, gdzie trombita oznacza trąbę, trąbkę, a tam – z języka włoskiego. Pochodzenie z języka rumuńskiego ze względów leksykalnych jest mało prawdopodobne.
W Polsce wschodniej i centralnej podobny rodzaj instrumentu nazywany jest ligawką, a na Kaszubach – bazuną.

## Występowanie
W dawnej Polsce różne odmiany trombit można było spotkać wzdłuż całego łuku Karpat. Zwane są one po góralsku fujerami lub fujarami. „Wielka Encyklopedia Tatrzańska” podaje, że Trąbity używali bacowie na halach tatrz[ańskich].  do sygnalizacji juhasom, do odstraszania niedźwiedzi, niekiedy zaś do grywania wieczorami przed szałasem. Autorzy dodają również, że Trąbitami posługiwali się też wolarze po pd. stronie Tatr, ale już przed końcem XIX w. instrument ten wyszedł zupełnie z użycia na terenie całych Tatr i Podtatrza. 
Seweryn Goszczyński, który po upadku powstania listopadowego ukrywał się na Podhalu, oglądaną zapewne po raz pierwszy góralską trombitę nazywał ligawką. W „Dzienniku podróży do Tatrów”, pod datą 28 czerwca 1832 zapisał: ...jest to drewniana trąba, długa do dwóch łokci, niekiedy więcej; głos jej donośny i dziki (...) służy juhasowi głównie do porozumienia się z trzodą; jej to głos wyprowadza trzodę na pastwiska, skupia, ile się razy zanadto rozproszy, i na nocleg do koszar zwołuje.
Eugeniusz Janota ok. 1860 roku skomponował dwie melodie, grywane później na podhalańskich trąbitach.
Na Huculszczyźnie funkcjonuje nazwa trembita. W pierwszej części swej pisanej w oparciu o własne wspomnienia z przełomu XIX i XX w. sagi huculskiej pt. „Na wysokiej połoninie”, nazwanej „Prawda starowieku”, jej autor, Stanisław Vincenz, wstęp do pierwszej księgi („Za głosem trembity”) poświęcił temu instrumentowi i jego roli w kulturze Hucułów: Na Wielkanoc trembita radośnie głosi Alleluja. Przez zimę, przez posty i po Wielkiej Nocy milczy trembita. Dopiero gdy święty Jurij zazieleni ruń połonin (...) odzywają się trembity.
Na zachodnim krańcu Beskidów trombita już na początku XX w. była rzadko spotykana. Ludomir Sawicki, prowadząc w 1912 r. badania nad szałaśnictwem na Wołoszczyźnie Morawskiej, wspomniał, iż starą fujarę pasterską, ...używaną dziś już tylko na Solańcu (Karłowice) widział w muzeum w Międzyrzeczu Wołoskim. Z kolei relacjonując podobne badania, prowadzone rok później na Śląsku Cieszyńskim, stwierdził, że owa trąba szałasowa jest już i tam instrumentem rzadkim, a on sam spotkał tam już tylko dwie takie fujary.
Według Kopoczka trombiciarze z Beskidu Śląskiego używają swoich instrumentów do odgrywania melodii pieśni ludowych i kościelnych, m.in. „Kiedy ranne wstają zorze” oraz „Serdeczna Matko”.
Herniczek-Morozowa już w latach 60. XX w. określiła trombitę „reliktem kulturowym”. Wobec zaniku tradycyjnego pasterstwa górskiego obecnie grę na trombitach przedstawiają jedynie zespoły folklorystyczne, dla których wykonują je jeszcze nieliczni twórcy. Największą trombitę na świecie, o długości 8,35 metra, stworzył Józef Chmiel z Darkowa na Zaolziu.

## Budowa

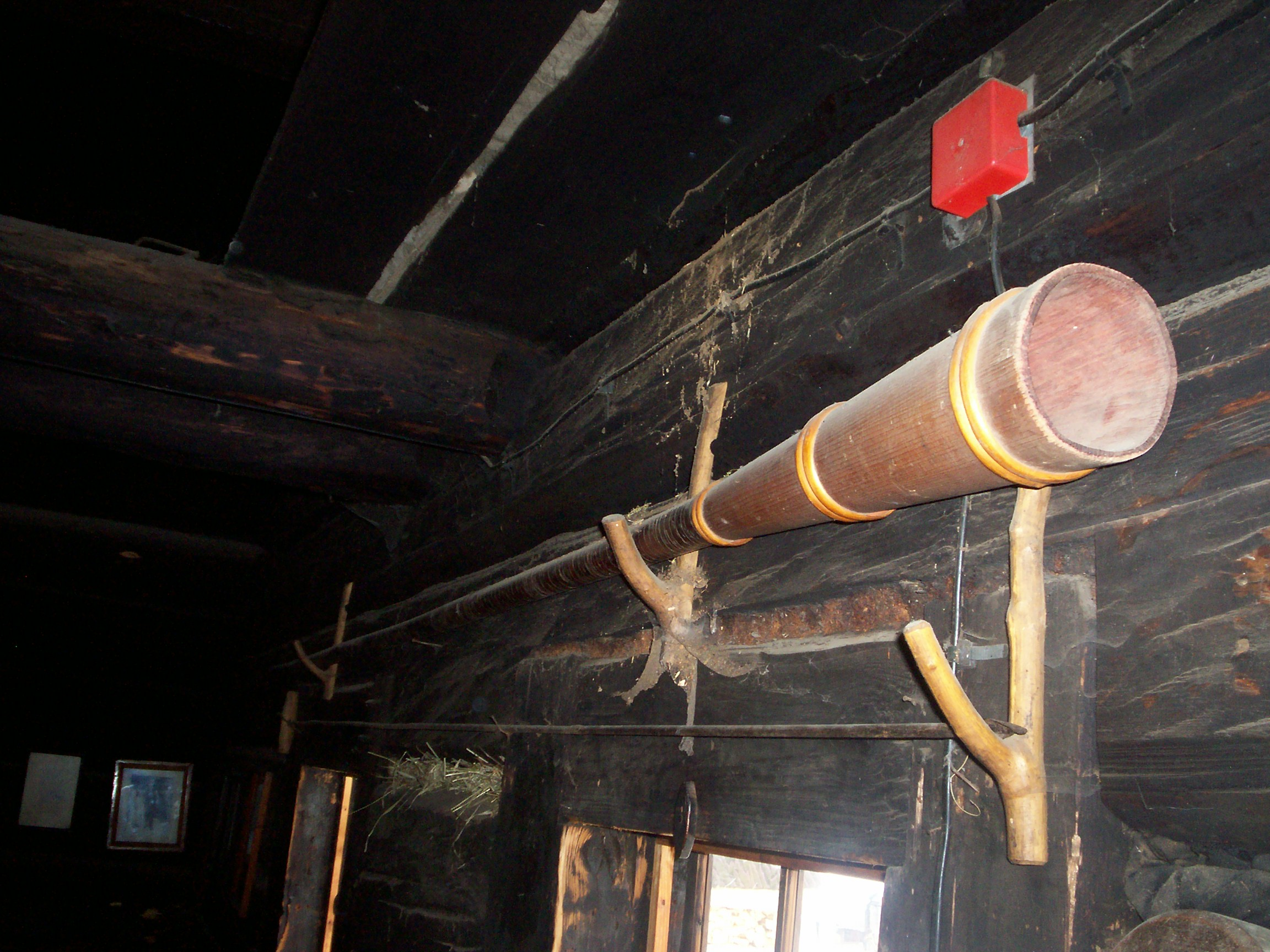
Trombita eksponowana w chałupie Kawuloków w Istebnej

Trombitę czy też trąbę owczarską w śląskich Beskidach wykonywano z młodego świerka. Wybrane drzewo okorowywano, formowano jego profil, przecinano na pół wzdłuż, w obu połówkach wybierano rowki na całej długości, po czym obie te części składano, owijając pasami świeżej kory czereśniowej. Kora schnąc kurczyła się i ściskała mocno połówki instrumentu. W analogiczny sposób, ale z drzewka łukowato wygiętego, wykonywano rogi pasterskie, długości 1,4–2 m.
Stanisław Vincenz w „Na wysokiej połoninie” tak opisał budowę trembity huculskiej: Weź na trembitę suchar ze smereki, zdartej przez piorun, skruszonej piorunem. Wydrąż go w trąbę, szczelnie spleć i ściśnij łykiem z brzeziny spod wodospadu, z piany i szumu (...) Niech ma trembita gromu moc, donośność! (...) Z takim zamysłem sporządzona trembita (...) wyciąga się niezmiernie długo: trzy metry przeszło. A zbiera się, ściska w przekrój znikomy: w ustniku niespełna cal, w wydechu zaledwie trzy cale. Sucha, gładko spleciona łykiem, aż błyszcząca, leciutka, choć długa.

## Odmiany

Typy trombit (opis w tekście, a – ustnik, b – korpus, c – czara głosowa)

Kopoczek wyróżnił pośród trombit karpackich trzy rodzaje:
1. typ cylindryczny z czarą głosową, osiągający długość do 4 metrów, występujący w Beskidzie Śląskim i na Morawach,
2. typ koniczny z czarą głosową, osiągający długość do 2,5 metrów, występujący na Podhalu i w okolicach Rabki,
3. typ koniczny na całej długości, osiągający długość do 2,5 metrów, występujący w regionie żywieckim oraz w okolicach Limanowej i Piwnicznej (również na Huculszczyźnie, gdzie osiąga długość do 3 metrów[13]).

## Galeria

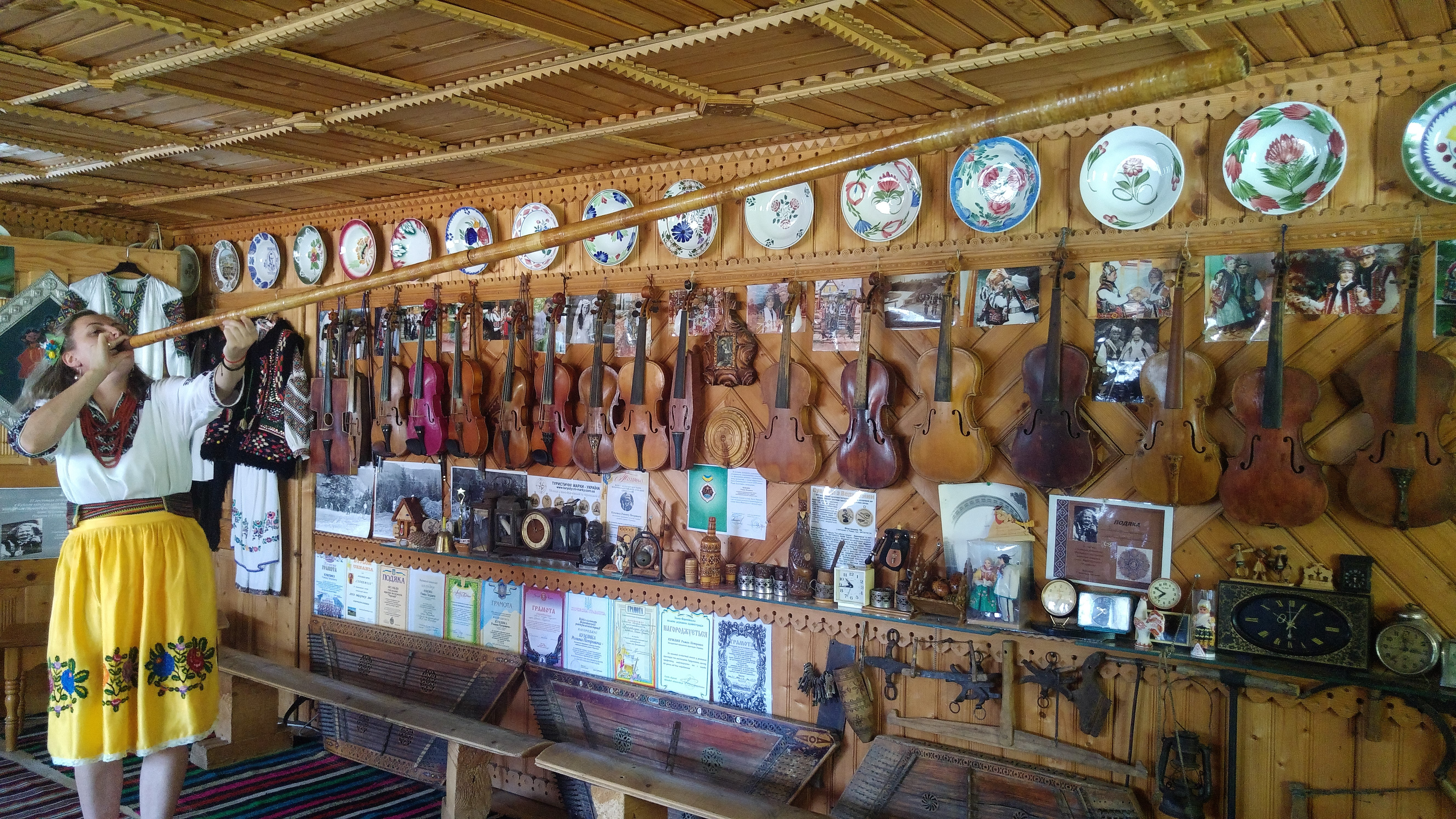
Huculska trembita –  pokaz gry w Muzeum Instrumentów im. Romana Kumłyka w Werchowynie
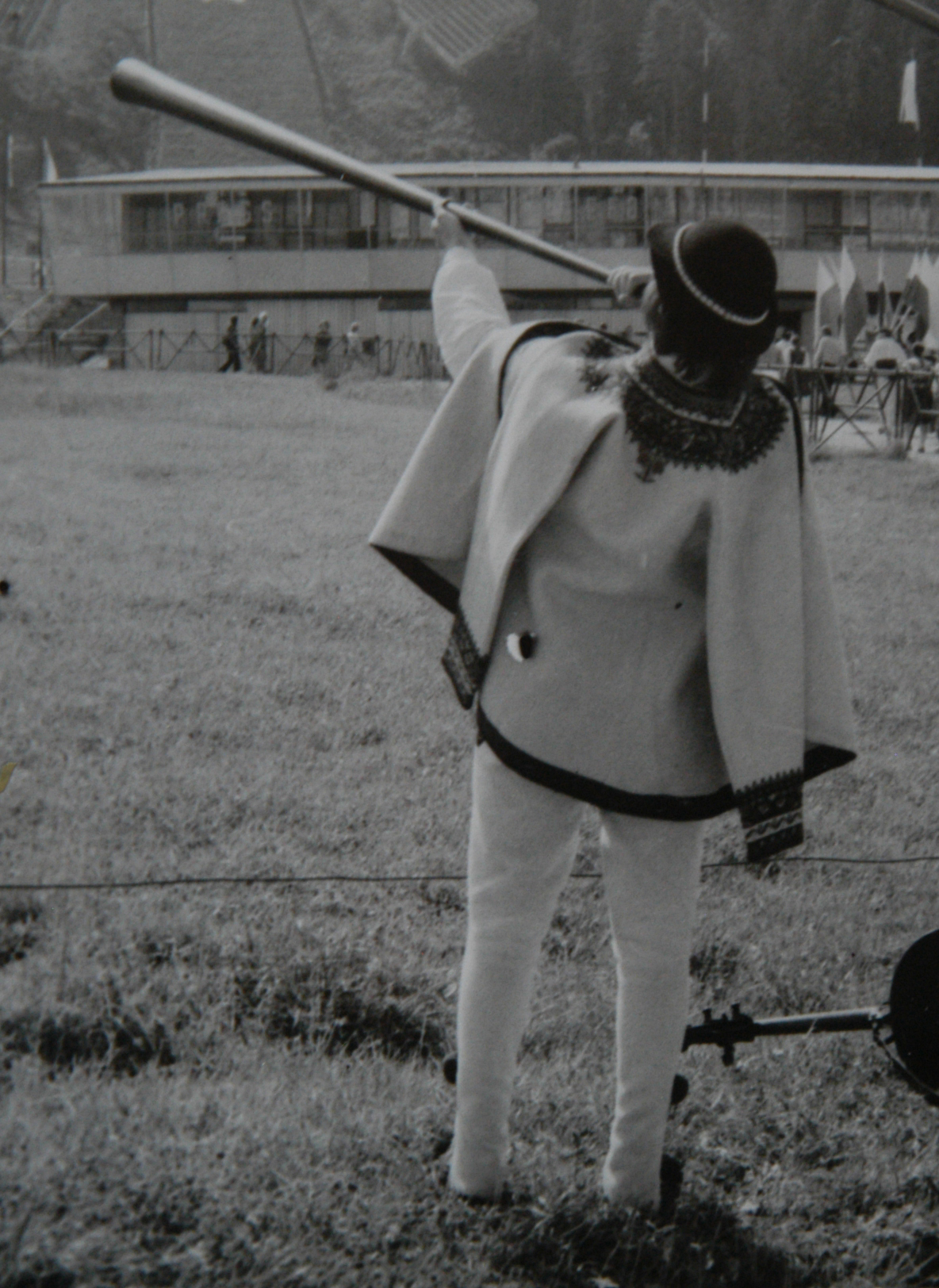
Góral podhalański grający na trembicie
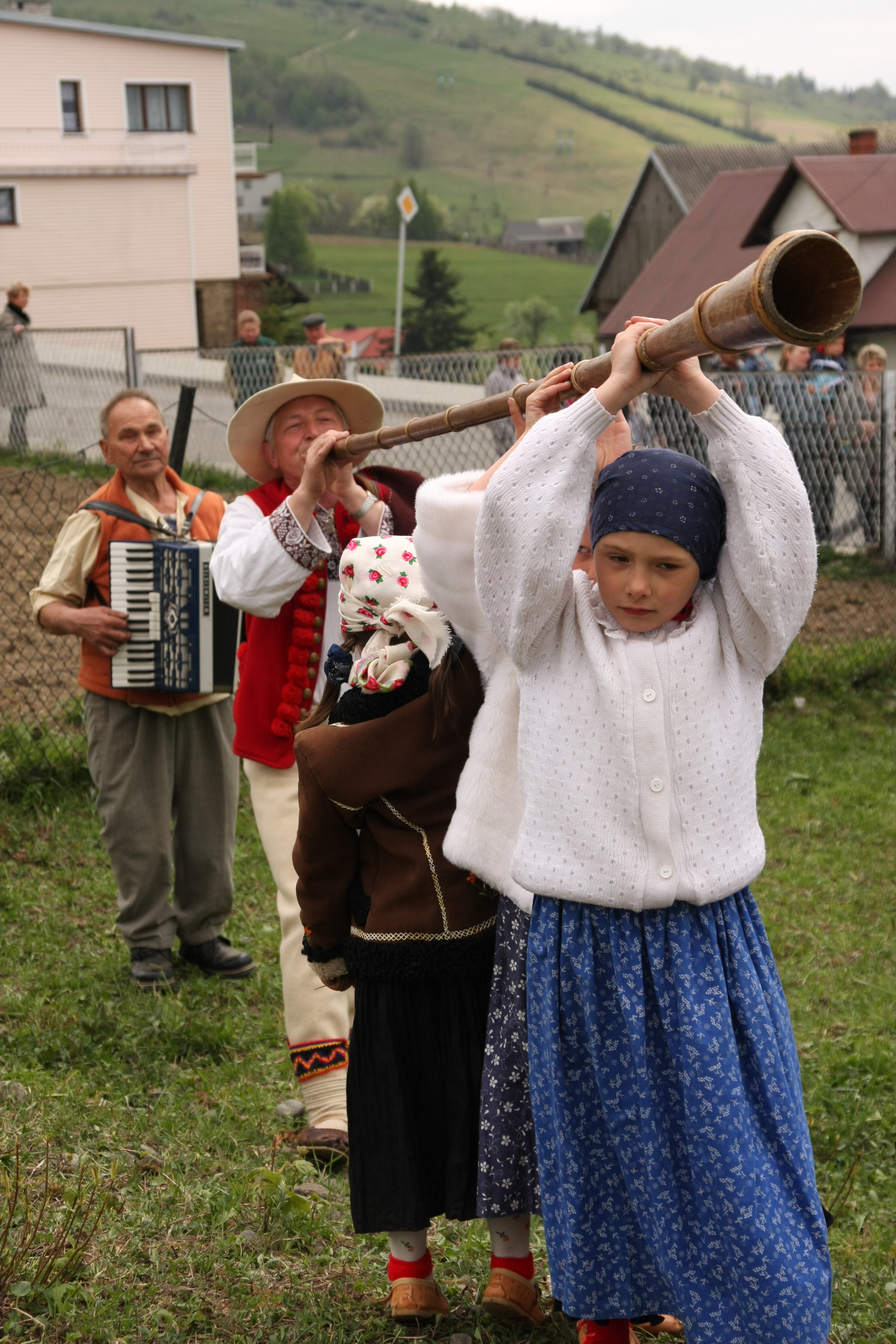
Gra na trombicie podczas redyku górali Beskidu Śląskiego
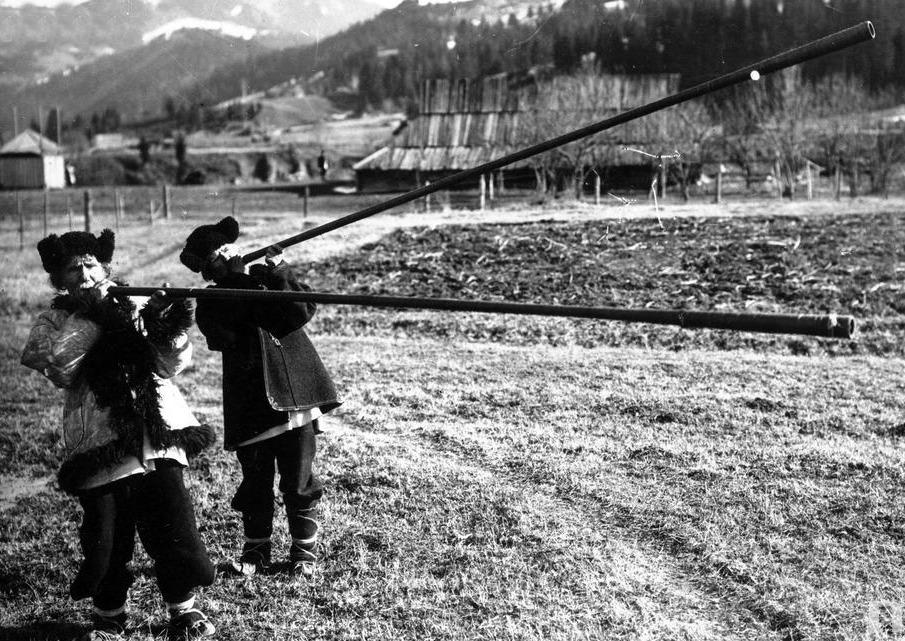
Huculi z Wierchowyny (d. Żabie) grający na trembitach